# Лере (Нижняя Саксония)
Лере (нем. Lehre) — община в Германии, районный центр, расположен в земле Нижняя Саксония.
Входит в состав района Хельмштедт. Население составляет 11 463 человека (на 31 декабря 2010 года). Занимает площадь 71,57 км².
Коммуна подразделяется на 8 сельских округов.

## Население
| Год  | Население |
| ---- | --------- |
| 1990 | 10 366    |
| 1995 | 11 464    |
| 2000 | 11 606    |
| 2005 | 11 735    |
| 2010 | 11 590    |

## Достопримечательности
- Зоосад Эссехоф